# Јенки Лејк (Охајо)
Јенки Лејк (енгл. Yankee Lake) град је у америчкој савезној држави Охајо.

## Демографија
По попису из 2010. године број становника је 79, што је 20 (-20,2%) становника мање него 2000. године.
| Група             | 2000.       | 2010.      |
| Белци             | 99 (100,0%) | 78 (98,7%) |
| Афроамериканци    | 0 (0,0%)    | 0 (0,0%)   |
| Азијати           | 0 (0,0%)    | 0 (0,0%)   |
| Хиспаноамериканци | 0 (0,0%)    | 1 (1,3%)   |
| Укупно            | 99          | 79         |